# Distrito de Skuodas
El distrito de Skuodas (lituano: Skuodo rajono savivaldybė) es un municipio-distrito lituano perteneciente a la provincia de Klaipėda.
En 2011 tiene 20 591 habitantes. La capital es Skuodas.
Se ubica en la esquina noroccidental del país, en la frontera con Letonia.

## Subdivisiones
Se divide en 9 seniūnijos (entre paréntesis la localidad principal):
- Aleksandrijos seniūnija (Aleksandrija)
- Barstyčių seniūnija (Barstyčiai)
- Ylakių seniūnija (Ylakiai)
- Lenkimų seniūnija (Lenkimai)
- Mosėdžio seniūnija (Mosėdis)
- Notėnų seniūnija (Notėnai)
- Skuodo seniūnija (Skuodas)
- Skuodo miesto seniūnija (Skuodas)
- Šačių seniūnija (Šatės)